# 코코야자당

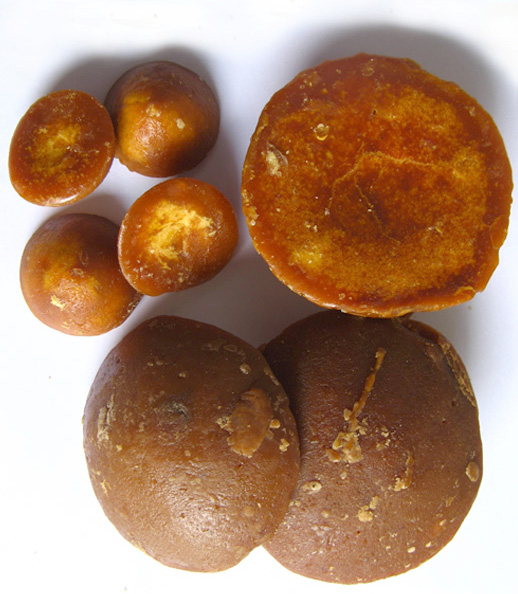
코코야자당

코코야자당(coco椰子糖)은 코코야자의 수액을 끓여 얻은 야자당이다. 코코넛 설탕(영어: coconut sugar)으로도 부른다.

## 같이 보기
- 재거리